# Radosław Chałupniak
Radosław Andrzej Chałupniak (ur. 2 grudnia 1967 w Opolu, zm. 23 czerwca 2020) – polski ksiądz katolicki, profesor nauk teologicznych, nauczyciel akademicki Uniwersytetu Opolskiego, dziekan Wydziału Teologicznego Uniwersytetu Opolskiego w kadencji 2016–2020.

## Życiorys
Święcenia kapłańskie przyjął w 1993.  W latach 1993–1997 odbył studia specjalistyczne z katechetyki na KUL pod opieką ks. prof. Mieczysława Majewskiego; zaś w latach 1995–1997 kształcił się w Podyplomowym Studium Psychoterapii w Lublinie. Został wykładowcą katechetyki, pedagogiki, dydaktyki i metodyki na Wydziale Teologicznym Uniwersytetu Opolskiego.
W latach 2000–2010 był duszpasterzem akademickim w D.A. RESURREXIT w Opolu. W latach 2001–2015 zasiadał w Radzie Programowej czasopisma „Katecheta”. Rzeczoznawca ds. oceny programów nauczania religii i podręczników katechetycznych, od 2002 członek EEC (Europejskiej Ekipy Katechetycznej), od 2010 EuFReS (Europejskiej Ekipy ds. Szkolnej Lekcji Religii), od 2015 Polskiego Towarzystwa Pedagogicznego. Od 2012 był członkiem Zarządu Stowarzyszenia Katechetyków Polskich.
16 czerwca 2015 otrzymał tytuł naukowy profesora nauk teologicznych.
Redaktor naczelny czasopisma „Katecheta” (15 października 2015 – 31 grudnia 2016). Od 1 września 2016 był dziekanem Wydziału Teologicznego UO.
Pochowany na cmentarzu parafialnym w Brynicy.

## Wybrane publikacje
- Wybrane zagadnienia z katechetyki (wraz z Jerzym Kostorzem), Opole 2002.
- R. Chałupniak, J. Kostorz (red.), Wychowanie religijne u progu trzeciego tysiąclecia chrześcijaństwa, Opole 2001.
- R. Chałupniak, J. J. Kostorz, W. Spyra (red.), Aktywizacja w katechezie – szansa czy zagrożenie?, Opole 2002.
- R. Chałupniak, J. Kostorz, J. Kochel (red.), Dyscyplina w szkole i na katechezie, Opole 2003.
- R. Chałupniak, J. Kochel, J. Kostorz, W. Spyra (red.), Wokół katechezy posoborowej. Księga pamiątkowa dedykowana ks. biskupowi Gerardowi Kuszowi, Opole 2004.
- R. Chałupniak, Między katechezą a religioznawstwem. Nauczanie religii katolickiej w szkole publicznej w Niemczech w latach 1945-2000, Opole 2005.
- R. Chałupniak, J. Kochel, J. Kostorz (red.), Katecheza parafialna – reaktywacja. Duszpasterstwo katechetyczne w parafii, Opole 2006.
- R. Chałupniak (red.), Antyklerykalizm a współczesna katecheza, Opole 2008.
- R. Chałupniak (red.), Współczesna katecheza: kryzysy i nadzieja, Opole 2010.
- R. Chałupniak, Arcydzieła malarstwa w katechezie, Opole 2013.
- R. Chałupniak, T. Michalewski, E. Smak (red.), Wychowanie w szkole: od bezradności ku możliwościom, Opole 2014.
- R. Chałupniak, Malarstwo religijne w podręcznikach szkolnych, Opole 2014.
- R. Chałupniak, T. Michalewski, E. Smak (red.), Wychowanie w rodzinie: od bezradności ku możliwościom, Opole 2016.
- R. Chałupniak, J. Kostorz (red.), Współczesne wyzwania teologii pastoralnej, Opole 2016.